# Ceratobium
Ceratobium es un género que tiene asignadas ocho especies de orquídeas epífitas. Está separado del género Dendrobium. Se encuentra en las zonas húmedas de las selvas tropicales del Sudeste de Asia y Australasia. Se caracteriza por una sorprendente inflorescencia con una docena de grandes y coloridas flores.

## Descripción
Las especies son pequeñas a grandes orquídeas epífitas o litófitas con un crecimiento simpodial, con pseudobulbos agrupados, erguidos, cilíndricos o en forma de husos con la base o el centro hinchado y con numerosas hojas coriáceas, brillantes, lanceoladas a ovales. La inflorescencia en una posición lateral,larga o colgando con unos pocas a una docena de grandes, coloridas, de diseño sorprendente y fragantes flores con una larga vida, cuyos pétalos recuerdan los cuernos de los antílopes.

## Distribución y hábitat
Estas especies crecen sobre los árboles y en los acantilados costeros forestales, en los bosques de manglares y de tierras bajas de las selvas tropicales. Se encuentran en Nueva Guinea, Queensland (Norte de Australia) y las islas cercanas, Malasia, Molucas, Sulawesi y Célebes.

## Sinonimia
- Segregadas de Dendrobium

## Etimología
El nombre de Ceratobium proviene del griego cerato (cuerno), y bios (vida), que probablemente se refiere a la forma de los cuernos de la flor.

## Taxonomía
Con especies de Dendrobium sección Spatulata separado del género Dendrobium por Clements y D.L.Jones en 2002.
El género cuenta actualmente con doce especies. La especie tipo es Ceratobium antennatum.

## Especies
- Ceratobium antennatum (Lindl.) M.A.Clem. & D.L.Jones (2002)
- Ceratobium bicaudatum (Reinw. ex Lindl.) M.A.Clem. & D.L.Jones (2002)
- Ceratobium brevimentum M.A.Clem. & D.L.Jones (2002)
- Ceratobium dalbertisii (Rchb.f.) M.A.Clem. & D.L.Jones (2002)
- Ceratobium devosianum (J.J.Sm.) M.A.Clem. & D.L.Jones (2002)
- Ceratobium laxiflorum (J.J.Sm.) M.A.Clem. & D.L.Jones (2002)
- Ceratobium leporinum (J.J.Sm.) M.A.Clem. & D.L.Jones (2002)
- Ceratobium minax (Rchb.f.) M.A.Clem. & D.L.Jones (2002)
- Ceratobium stratiotes (Rchb.f.) M.A.Clem. & D.L.Jones (2002)
- Ceratobium strebloceras (Rchb.f.) M.A.Clem. & D.L.Jones (2002)
- Ceratobium strepsiceros (J.J.Sm.) M.A.Clem. & D.L.Jones (2002)
- Ceratobium taurulinum (J.J.Sm.) M.A.Clem. & D.L.Jones (2002)